# Seyyed Hossein Nasr
Seyyed Hossein Nasr (/ˈnɑːsər, ˈnæsər/; perzijsko: سید حسین نصر), iranski filozof, * 7. april 1933.
Dela kot univerzitetni profesor islamskih študij na univerzi George Washington.
Nasr se je rodil 7. aprila 1933 v Teheranu, šolanje je končal v Združenih državah Amerike. V ZDA je diplomiral iz fizike na Tehnološkem inštitutu v Massachusettsu, magistriral iz geologije in geofizike ter doktoriral iz zgodovine znanosti na Univerzi Harvard. Leta 1958 se je vrnil v Iran, kjer je bil imenovan za profesorja filozofije in islamskih znanosti na Univerzi v Teheranu. Na zahtevo cesarice Farah Pahlavi je leta 1974 ustanovil Cesarsko iransko filozofsko akademijo, ki je kmalu postala eno najpomembnejših središč filozofske dejavnosti v islamskem svetu. Po revoluciji leta 1979 se je moral z družino izseliti v Združene države Amerike, kjer od takrat živi in poučuje islamske znanosti in filozofijo. Uveljavil se je kot eden vodilnih svetovnih predstavnikov islamske filozofske tradicije. 
Nasrova dela so kritika sodobne filozofije ter zagovor islamskih in perenialističnih načel. Trdi, da je znanje v sodobnem času ločeno od svojega božanskega vira - Boga. Velja za ključnega misleca na področju okolja, zlasti z vidika islamskega okoljevarstva in ponovne desekularizacije narave. Napisal je več kot petdeset knjig in petsto člankov.

## Biografija
Seyyed Hossein Nasr se je rodil 7. aprila 1933 v Teheranu, kjer je tudi zaključil osnovnošolsko izobrazbo. Že zgodaj se je poglobil v študije Korana, perzijsko književnost ter arabski in francoski jezik. Mati ga je poslala v Združene države Amerike, da bi tam nadaljeval šolanje. V ZDA je Nasr obiskoval Peddie School v Hightstownu v New Jerseyju, kjer je leta 1950 maturiral.
Študij je nadaljeval na Univerzi MIT v Bostonu, kjer je študiral fiziko. Po spoznanju, da študij fizike ne bo prinesel odgovorov na njegova vprašanja, se je vpisal na dodatne tečaje metafizike in filozofije. Tako je odkril dela perenialistov. Po končanem študiju fizike na MIT leta 1954 se je vpisal na podiplomski študij geologije in geofizike na Univerzi Harvard, kjer je leta 1956 magistriral iz obeh področij, nato pa še doktoriral iz zgodovine znanosti in učenja. Pri petindvajsetih letih je svojo prvo knjigo Znanost in civilizacija v islamu (Science and Civilization in Islam). 
Po doktoratu na Harvardu leta 1958 so Nasru ponudili mesto izrednega profesorja na MIT, vendar se je odločil za vrnitev v Iran. Leta 1974 ga je cesarica Farah Pahlavi pooblastila za ustanovitev in vodenje Cesarske iranske filozofske akademije, prve akademske ustanove, ki je bila vodena v skladu z intelektualnimi načeli tradicionalistične šole. Leta 1978 je bil imenovan za direktorja cesaričinega zasebnega urada, obenem pa je še naprej poučeval filozofijo na Teheranski univerzi in bil predsednik Cesarske iranske filozofske akademije.
Januarja 1979 je revolucija končala vladavino dinastije Pahlavi in Nasrova družina se je naselila v Bostonu. Nasr je leta 1984 postal profesor islamskih študij na Univerzi Georgea Washingtona v Washingtonu, kjer je zaposlen še danes. Istega leta je ustanovil Fundacijo za tradicionalne študije. Je avtor več kot petdesetih knjig in več kot petsto člankov, ki temeljijo na načelih perenializma.  

## Pomembni vidiki njegovih del
Nasrovo strokovno znanje zajema tradicionalno kulturo, zahodno miselnost od antike do danes ter zgodovino znanosti. Zagovarja razodetje, tradicijo in nasprotuje racionalizmu, relativizmu in sodobnemu zahodnemu materializmu. Nasr upa, da bo oživil tradicionalna načela, za katere meni, da so v sodobnem svetu pozabljena. Kljub prisotnosti islama in sufizma v vseh njegovih delih, njegova perspektiva večne filozofije upošteva tisto, za kar domneva, da je skupno bistvo vseh ortodoksnih religij onkraj njihovih formalnih posebnosti ali njihovega trenutnega stanja.

### Perenializem in tradicionalizem
Po Nasrovem mnenju se perenializem nanaša tako na univerzalno metafizično resnico kot na njeno duhovno uresničevanje; mogoče jo je obravnavati le v okviru tradicije, torej s pomočjo metod, obredov, simbolov in drugih sredstev, posvečenih z razodetjem. Resnica, čeprav zakrita, je prirojena človeškemu duhu, njeno spoznanje pa vodi do tega, kar imenuje »znanje«.

### Bog in svet
Nasr meni, da »božanska stvarnost« z metafizičnega vidika vključuje »brezosebno bistvo« in osebni vidik, ki ga vernik običajno enači z Bogom, kar je v skladu s pogledom večine religij. Bog ni le »absoluten in neskončen«, ampak tudi »najvišje dobro ali popolnost«. Po Nasrovem mnenju specifičnost neskončnosti in dobrega zahteva, da se manifestirata v mnoštvu (svetu). Meni, da je »končna resničnost« hkrati nad vsem in vseprisotna v vesolju. Na človeški ravni pa je »resničnost« ali »resnica« v srcu človeka, ustvarjenega po Božji podobi, od tod možnost enotnega znanja, ki sveta ne vidi kot ločeno stvaritev, temveč kot manifestacijo, ki je združena prek simbolov in samega žarka obstoja.

### Religija in duhovnost
Po Nasrovem mnenju je človek »teomorfno bitje, ki živi na tem svetu, vendar je ustvarjen za večnost«, saj je njegova duša nesmrtna. Posmrtna rešitev duše, opozarja Nasr, je prva človekova dolžnost vseh religij. Nasr trdi, da imajo vse religije izvor v Bogu, ter da razkrivajo poti, ki po smrti vodijo v blaženost ali v prekletstvo, torej v rajsko ali peklensko stanje in da zahtevajo verovanje. Naslednji koranski verz: »Bog je premožen, vi pa ste revni.« (47, 38) izraža, da so ljudje revni v ontološkem smislu, zato vse pripada Bogu.

### Okoljevarstvo
Po Nasrovem mnenju je neravnovesje med človekom in naravo porušeno, ker je to posledica uničenja harmonije med človekom in Bogom. Leta 1966 je Nasr med predavanjem na Univerzi v Chicagu prvič javno predstavil pomen, ki ga pripisuje naravi, in svojo zaskrbljenost zaradi njene degradacije. Nasr modernizmu in njegovim predpostavkam o naravi človeka in sveta pripisuje uničenje narave in okolja ter obžaluje, da vse države želijo vneto kopirati zahodno znanost in tehnologijo, ne da bi razmišljale o njihovih negativnih kulturnih in družbenih posledicah ter posledicah za okolje. Nasr meni, da je še en vzrok za ekološke težave v scientizmu. Potrjuje ugotovitev, da razvoj sedanjega gospodarskega sistema v veliki meri temelji na človekovih strasteh ter da okoljskih problemov dolgoročno ni mogoče rešiti s tehnologijo, saj so sami posledica te tehnologije. 

### Kritika modernizma
Nasr pravi, da se je v renesansi na Zahodu med 14. in 16. stoletjem začela oblikovati modernistična vizija človeškega položaja in vesolja, ki se je v zadnjih dvesto letih razširila še na druge celine. Nasr meni, da »novega človeka« ne opredeljujeta več »nebesni arhetip in njegova rajska popolnost« niti »simbolni in kontemplativni duh«, temveč njegova individualnost, razum, čutila, telesnost. Nasr trdi, da se je s tem začel proces vse večje sekularizacije človeka in znanja, ki je korak za korakom vodil Zahod v skepticizem, relativizem, individualizem, materializem, progresivizem, evolucionizem, historicizem, scientizem, agnosticizem, ateizem in nazadnje v sedanji kaos.

### Filozofija
Nasr je privrženec perenizma, njegova dela pa podpirajo kritične analize vseh, ki so po njegovem mnenju »gonilne sile sodobnega odklona«: Descartes, Montaigne, F. Bacon, Voltaire, Hume, Rousseau, Kant, Comte, Darwin, Marx, Freud, Aurobindo, Theilhard de Chardin in drugi. Poleg tega v svojih spisih obilno navaja tiste, ki zanj izražajo pristno modrost: Pitagoro, Sokrata, Platona, Plotina, Avguština, Šankara, Erigena, Aviceno, al-Bīrūnīja, Suhrawardija, Ibn Arabija, Rūmija, Tomaža Akvinskega, Eckharta, Danteja, Mullā Sadra, Guénona, Schuona, Coomaraswamyja, Burckhardta, Lingsa itd..

## Nagrade in priznanja
- Leta 2000 so mu posvetili en zvezek v Knjižnici živih filozofov.
- Leta 1999 je prejel Templetonovo nagrado za religijo in znanost.
- Je prvi musliman, ki je imel prestižna Giffordova predavanja.
- Leta 1977 je postal častni doktor Teološke fakultete Univerze v Uppsali na Švedskem.
- Leta 1977 je knjiga La Perse, pont de Turquoise (Perzija, turkizni most), ki jo je napisal skupaj z Roloffom Benyjem, prejela nagrado Charles Blanc Francoske akademije.

## Dela
Nasr je avtor več kot petdesetih knjig in petsto člankov (veliko jih je objavljenih v znanstveni reviji Studies in Comparative Religion) s temami, kot so tradicionalistična metafizika, islamska znanost, religija in okolje, sufizem in islamska filozofija. Napisal je dela v perzijskem, angleškem, francoskem, arabskem in indonezijskem jeziku. Poleg tega, da piše knjige, članke in pesmi, je tudi urednik in prevajalec. V nadaljevanju je navedenih nekaj Nasrovih avtorskih del v angleščini:
- An Introduction to Islamic Cosmological Doctrines: Conceptions of Nature and Methods (1964) (Uvod v islamske kozmološke doktrine: Pojmovanja narave in metod)
- Three Muslim Sages: Avicenna—Suhrawardi—Ibn Arabi (1964) (Trije muslimanski modreci: Avicenna-Suhrawardi-Ibn Arabi)
- Ideali in resničnost islama (1966) (Ideals and Realities of Islam)
- Islamic Studies: Essays on Law and Society, the Sciences, and Philosophy and Sufism  (1967) (Islamske študije: Eseji o pravu in družbi, znanosti ter filozofiji in sufizmu)
- Islamic Life and Thought (1981) (Islamsko življenje in misel)
- Islamic Art and Spirituality (1986) (Islamska umetnost in duhovnost)
- Traditional Islam in the Modern World  (1987) (Tradicionalni islam v sodobnem svetu)
- Islam: Religion, History, and Civilization  (2001) (Islam: Religija, zgodovina in civilizacija)